# Bronson (Florida)
Bronson è un comune degli Stati Uniti d'America, situato in Florida, nella Contea di Levy, della quale è anche il capoluogo.